# Rødovre-Hvidovre Provsti
Rødovre-Hvidovre Provsti er et provsti i Helsingør Stift.
Rødovre-Hvidovre Provsti består af 8 sogne med 9 kirker, fordelt på 8 pastorater.

## Pastorater
| Pastorater i Rødovre-Hvidovre Provsti | Pastorater i Rødovre-Hvidovre Provsti | Pastorater i Rødovre-Hvidovre Provsti |
| ------------------------------------- | ------------------------------------- | ------------------------------------- |
| Avedøre Pastorat                      | Grøndalslund Pastorat                 | Hendriksholm Pastorat                 |
| Hvidovre Pastorat                     | Islev Pastorat                        | Risbjerg Pastorat                     |
| Rødovre Pastorat                      | Strandmarks Pastorat                  |                                       |

## Sogne
| Sogne i Rødovre-Hvidovre Provsti | Sogne i Rødovre-Hvidovre Provsti | Sogne i Rødovre-Hvidovre Provsti |
| -------------------------------- | -------------------------------- | -------------------------------- |
| Avedøre Sogn                     | Grøndalslund Sogn                | Hendriksholm Sogn                |
| Hvidovre Sogn                    | Islev Sogn                       | Risbjerg Sogn                    |
| Rødovre Sogn                     | Strandmarks Sogn                 |                                  |